# 北安多佛
北安多佛（英語：North Andover）是美国马萨诸塞州埃塞克斯县的一个镇级行政单位，距波士顿三十多英里。该镇位于美国东北部大西洋西岸，创建于1646年。2020年注册人口为30,915人。
1. ↑  .   [2021-12-12]. （原始内容存档于2022-01-06）.
2. 1 2  .   [2021-12-12]. （原始内容存档于2022-01-06）.